# تصفیه پساب صنعتی

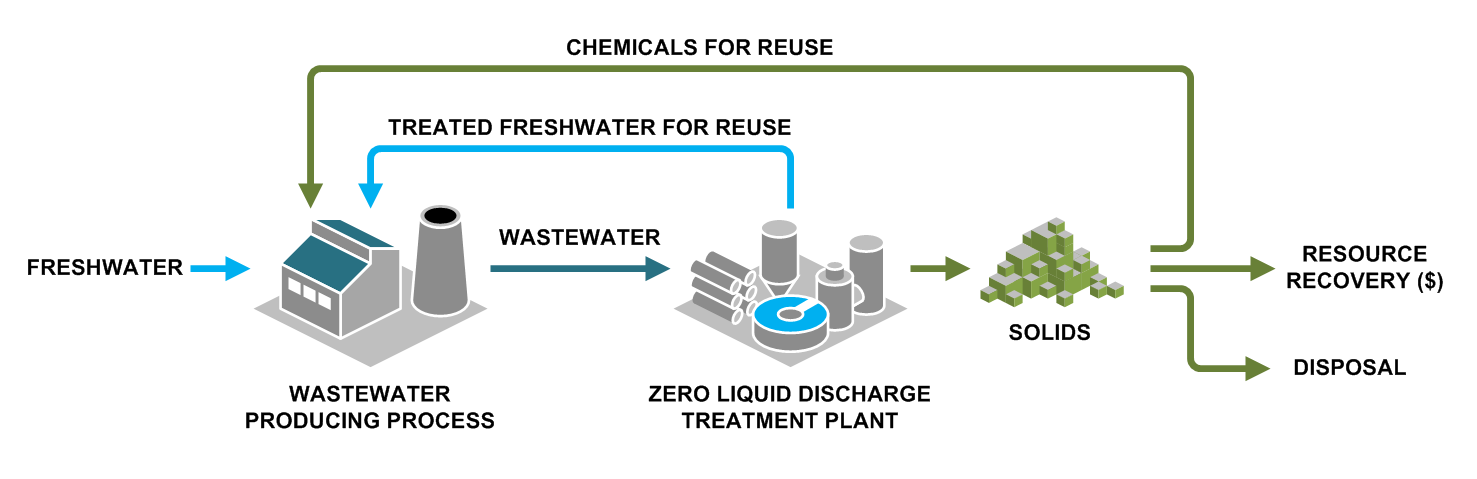
فاضلاب حاصل از یک فرایند صنعتی را می‌توان در یک تصفیه‌خانه به جامد و آب تصفیه‌شده برای بازکاربرد آن تبدیل کرد.

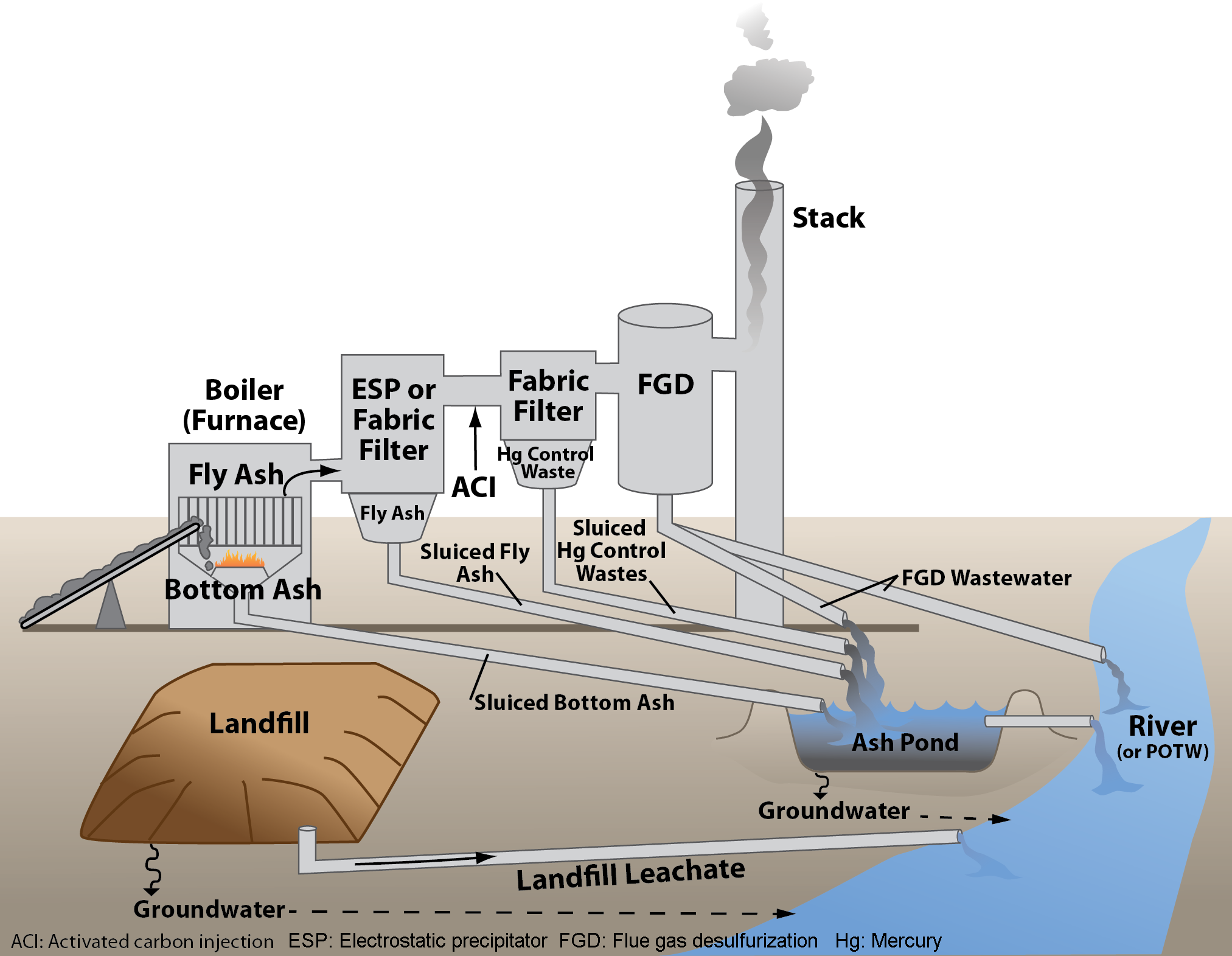
تصویری از جریان‌های فاضلاب تخلیه‌شده توسط نیروگاه‌های برق معمولی زغال سنگ در ایالات متحده

تصفیه پساب صنعتی (به انگلیسی: Industrial wastewater treatment) فرآیندهایی را توصیف می‌کند که برای تصفیه فاضلاب تولیدشده توسط صنایع به عنوان یک محصول جانبی نامطلوب استفاده می‌شود. پس از تصفیه، پساب صنعتی تصفیه‌شده (یا پساب) ممکن است دوباره مورد بهره‌برداری قرار گیرد یا به فاضلاب بهداشتی یا آب‌های سطحی در محیط رها شود. برخی از تأسیسات صنعتی پساب تولید می‌کنند که می‌تواند در تصفیه‌خانه‌های فاضلاب تصفیه شود. اکثر فرآیندهای صنعتی مانند پالایشگاه‌های نفت، کارخانه‌های شیمیایی و پتروشیمی دارای امکانات تخصصی مخصوص به خود برای تصفیه پساب خود هستند تا غلظت آلاینده در فاضلاب تصفیه‌شده با مقررات مربوط به دفع فاضلاب به فاضلاب یا رودخانه‌ها، دریاچه‌ها یا اقیانوس‌ها هماهنگی داشته باشد. این امر در مورد صنایعی که فاضلاب با غلظت بالایی از مواد آلی (مانند روغن و گریس)، آلاینده‌های سمی (مانند فلزات سنگین، ترکیبات آلی فرار) یا مواد مغذی مانند آمونیاک تولید می‌کنند، صدق می‌کند. برخی از صنایع یک سیستم پیش‌تصفیه را برای حذف برخی از آلاینده‌ها (به عنوان مثال، ترکیبات سمی) نصب می‌کنند و سپس فاضلاب نیمه‌تصفیه‌شده را به سیستم فاضلاب شهری تخلیه می‌کنند.

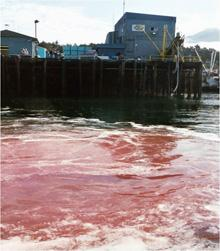
پسماند فراوری غذاهای دریایی به بندر شهر در سیتکا، آلاسکا تخلیه می‌شود.

(بیشتر صنایع مقداری فاضلاب تولید می‌کنند. روندهای اخیر برای به حداقل رساندن چنین تولیدی یا بازیافت فاضلاب تصفیه‌شده در فرایند تولید بوده‌است. برخی از صنایع در طراحی دوبارهٔ فرآیندهای تولید خود برای کاهش یا حذف آلاینده‌ها موفق بوده‌اند. منابع فاضلاب صنعتی عبارتند از: باتری‌سازی، تولید مواد شیمیایی، نیروگاه‌های برق، صنایع غذایی، صنایع آهن و فولاد، فلزکاری، معادن، صنایع هسته‌ای، استخراج نفت و گاز، پالایش نفت و پتروشیمی، تولید دارو، صنایع خمیر و کاغذ، کارخانه‌های ذوب، کارخانه‌های نساجی، آلودگی روغن‌های صنعتی، تصفیه آب و حفظ چوب). فرآیندهای تصفیه شامل تصفیه آب نمک، حذف مواد جامد (به عنوان مثال رسوب شیمیایی، فیلتراسیون)، حذف روغن و گریس، حذف مواد آلی زیست‌تخریب‌پذیر، حذف دیگر مواد آلی، حذف اسیدها و قلیاها، و حذف مواد سمی است.